# Simetría en física

Primera zona de Brillouin del sistema cristalino cúbico, que muestra sus etiquetas de simetría

La simetría en física incluye todos los rasgos de un sistema físico que exhiben propiedades de simetría; es decir, que bajo ciertas transformaciones, se mantienen invariantes con respecto a un observador en particular. Expresado de otra manera, es una propiedad de un rasgo físico o matemático de un sistema que no se modifica cuando se aplican ciertas transformaciones. 
En matemáticas, una transformación es un operador tal que, ciertas funciones se simplifican. Por ejemplo, en aritmética, cuando se busca un algoritmo numérico, el proceso de búsqueda queda reducido a la suma de los algoritmos de cada factor.

## Historia de la noción de simetría en física
La palabra simetría proviene del griego antiguo "συμμετρία", que indica una relación de conmensurabilidad, y más específicamente, de proporción armoniosa entre diferentes elementos de un todo. La noción moderna de simetría conserva este vínculo entre las ideas de armonía, belleza y unidad, particularmente desarrolladas en la filosofía platónica, como se muestra en el famoso ejemplo de los cinco sólidos platónicos mencionados en el Timeo. El uso, a menudo implícito, de argumentos de simetría al servicio del razonamiento físico ha existido desde épocas remotas. Entre los antiguos griegos, dos ejemplos se hicieron particularmente famosos. El primero, debido a Anaximandro y relatado por Aristóteles en su obra Sobre el cielo, explica la inmovilidad de la Tierra por su posición central en un cosmos esférico (teoría geocéntrica): "no se puede favorecer ninguna dirección para su movimiento (algo que en términos modernos se podría calificar como isotropía), por lo que necesariamente debe permanecer estática". El segundo se debe a Arquímedes, por su demostración de las leyes del equilibrio corporal y la búsqueda de baricentros.
Es en el siglo XVII cuando se añade la idea de elementos "intercambiables" con relación al todo, es decir, de elementos diferentes y opuestos dentro de la unidad que componen, pero aún en una cierta relación de igualdad entre ellos, sujeta a determinadas transformaciones geométricas. Es esta evolución la que conducirá a las nociones geométricas elementales de simetrías axial y central.

### De la cristalografía al principio de Curie
Con el nacimiento de la cristalografía a partir del final del siglo XVIII, se hizo necesario un primer uso sistemático y matematizado de las simetrías. Combinando las tres operaciones de rotación, traslación y reflexión (simetría especular), la cristalografía conducirá, gracias a los trabajos de Auguste Bravais publicados en 1848, a una clasificación sistemática de todos los cristales existentes en función de sus celdas elementales, divididas en seis familias cristalinas y catorce tipos de redes diferentes. Además de proporcionar una nomenclatura de formas posibles, esta clasificación geométrica también permitió caracterizar un cierto número de propiedades ópticas y mecánicas de los sólidos cristalinos.
Después de estos primeros éxitos, el físico francés Pierre Curie propuso extender el uso de argumentos de simetría no solo a consideraciones geométricas, sino al estudio general de los fenómenos físicos mismos. En un famoso artículo publicado en 1894, propuso, basándose en el ejemplo de los fenómenos eléctricos y magnéticos en los cristales, un vasto programa a los físicos:

Creo que sería interesante introducir en el estudio de los fenómenos físicos las consideraciones sobre simetría que son familiares para los cristalógrafos. […] Los físicos suelen utilizar las condiciones dadas por la simetría, pero generalmente omiten definir la simetría en un fenómeno. […] Dos entornos de la misma asimetría tienen un vínculo particular entre ellos, del que podemos extraer consecuencias físicas.
Curie, 1894, p. 393-394.

Para ello, utilizó la noción de grupo, un concepto matemático emergente que se convertirá en la principal herramienta para el uso de simetrías en la física teórica:

Un grupo de operaciones de recubrimiento será una combinación de operaciones tal que dos operaciones cualesquiera realizadas sucesivamente den el mismo resultado que el obtenido por una sola operación que forme parte del grupo.

Llegó a dos conclusiones importantes, desde entonces denominadas principios de Curie:

(1) Un fenómeno puede existir en un medio que tenga su simetría característica [la “máxima simetría compatible con la existencia del fenómeno”] o la de uno de los intergrupos de su simetría característica.

(2) Cuando ciertas causas producen ciertos efectos, los elementos de simetría de las causas deben encontrarse en los efectos producidos. Cuando ciertos efectos revelan una cierta asimetría, esta asimetría debe buscarse en las causas que la han originado.

En la conclusión n° (2), la segunda frase es solo una doble negación de la primera. Curie enfatiza claramente que su recíproco, por otra parte, es falso: la simetría de los efectos no implica la simetría de las causas, así como la asimetría de las causas no implica la asimetría de los efectos. En resumen, "un efecto puede ser «más simétrico» que su causa, pero es al menos «tan simétrico» como ésta".

## Simetría en la física clásica
En la física clásica, la noción de simetría es particularmente importante, abarcando conceptos como la isotropía (también llamada simetría rotacional) o la homogeneidad, que está ligada a la invariancia por traslación en el espacio. Esta importancia se consolidó a comienzos del siglo XX con el desarrollo del teorema de Noether, que establece que para cualquier ley de conservación existe una simetría subyacente en la teoría que describe el fenómeno físico.

## Simetría como invariancia
La invariancia es definida matemáticamente por transformaciones que dejan magnitudes sin cambio. Por ejemplo, la distancia entre dos puntos de un sólido que se mueve pero no se deforma.

### Simetrías locales y globales
Una simetría global es aquella que mantiene una propiedad invariante por una transformación que es aplicada de forma simultánea en todos los puntos del espacio tiempo, mientras que una simetría local mantiene un propiedad invariante cuando una transformación de simetría distinta es aplicada en cada punto del espacio tiempo; de forma más concreta, una transformación de simetría local está parametrizada (o es dependiente) de las coordenadas espacio-temporales mientras una simetría global no. Una simetría global es, por tanto, también una simetría local. Las simetrías locales juegan un papel importante en física, ya que son la base de las teorías gauge. 
La mayoría de las teorías físicas son descritas por operadores lagrangianos (en física, un lagrangiano es una función matemática a partir de la que se puede deducir la evolución temporal, las leyes de conservación y otras propiedades importantes de un sistema físico), que son invariantes bajo ciertas transformaciones. Cuando estas transformaciones son realizadas en diferentes puntos del espacio-tiempo y están relacionadas linealmente, entonces se dice que el sistema físico posee una simetría global.
Por ejemplo, en toda teoría cuántica, la fase global de una función de onda es arbitraria y no representa algo físico. Consecuentemente, la teoría es invariante bajo un cambio global de fases (agregando una constante a la fase de todas las funciones de onda en todas partes); esto es una simetría global. En la electrodinámica cuántica, la teoría es también invariante bajo un cambio local de fase, es decir, que se puede alterar la fase de todas las funciones de onda de manera que la alteración sea diferente en cada punto del espacio-tiempo. Esto es lo que se conoce como una simetría local.

## Simetrías continuas
Matemáticamente, las simetrías continuas son descritas por funciones continuas o continuamente diferenciables. Una subclase importante de las simetrías continuas en la física son las simetrías espacio-temporales.
La simetría espacio-tiempo se refiere a aspectos del espacio-tiempo (ntidad geométrica en la cual se desarrollan todos los eventos físicos del Universo, de acuerdo con la teoría de la relatividad y otras teorías físicas) que pueden ser descritos tal que exhiben una forma de simetría.
- Traslación en el tiempo: Un sistema físico puede tener los mismos rasgos sobre cierto intervalo de tiempo, lo que expresado matemáticamente implica una invariancia con respecto a transformaciones para cualquier valor real del parámetro t (tiempo) en un intervalo dado. Por ejemplo, en la mecánica clásica, una partícula solamente afectada por la gravedad tendrá una determinada energía potencial gravitacional cuando está suspendida a una altura h por encima de la superficie terrestre. Asumiendo que no hay cambio en la altura de la partícula, esta será la energía potencial gravitatoria de la partícula en cualquier instante. En otras palabras, si se considera el estado de la partícula en cualquier instante, la energía potencial gravitacional total de la partícula se preserva.
- Traslación espacial: Estas simetrías espaciales son representadas por transformaciones de la posición, y describen aquellas situaciones en las que algunas propiedades de un sistema no se modifican debido a un cambio de posición continuo. Por ejemplo, la temperatura en una habitación puede ser independiente de dónde esté localizado el termómetro en la habitación.
- Rotación espacial: Estas simetrías espaciales son clasificadas como rotaciones propias y rotaciones impropias. Las primeras son simplemente las rotaciones ordinarias, que matemáticamente son representadas por matrices cuadradas de determinante uno; mientras que las segundas son representadas por matrices cuadradas de determinante -1, y consisten de una rotación propia combinada con una reflexión espacial (inversión). Por ejemplo, una esfera tiene simetría de rotación propia.
- Transformaciones de Poincaré: Son simetrías espacio-temporales que preservan las distancias en el espacio-tiempo de Minkowski. Por ejemplo, las isometrías en el espacio de Minkowski, que son principalmente estudiadas en la relatividad especial. A aquellas isometrías que dejan el origen fijo se las denomina transformaciones de Lorentz, dando lugar a la simetría conocida como covariancia de Lorentz.
- Simetrías proyectivas: Son simetrías espacio-temporales que preservan la estructura geodésica del espacio-tiempo (una geodésica se define como la línea de mínima longitud que une dos puntos en una superficie dada, y está contenida en esta superficie). Estas simetrías pueden ser definidas en cualquier variedad lisa (un tipo especial de variedad topológica, a la que se pueden extender las nociones del cálculo diferencial habituales, en donde todas las aplicaciones de transición son suaves). Encuentran numerosas aplicaciones en el estudio de soluciones exactas en la relatividad general.
- Transformaciones de inversión: Son simetrías espacio-temporales que generalizan las transformaciones de Poincaré para incluir otras transformaciones biyectivas en las coordenadas espacio-tiempo. Las longitudes no son invariantes bajo las transformaciones de inversión, pero si se conserva la doble razón entre cuartetos de puntos.

Generalmente las simetrías del espacio-tiempo son descritas por campos de vectores uniformes en variedades suaves. Las aplicaciones diferenciables subyacentes asociadas con los campos vectoriales corresponden más directamente con las simetrías físicas, pero los campos vectoriales por ellos mismos son más comúnmente usados cuando se clasifican las simetrías de un sistema físico.
Algunos de los más importantes campos vectoriales son los campos vectoriales de Killing, que son aquellas simetrías espacio-tiempo en las que se preserva la estructura métrica de una variedad subyacente. En términos generales, los campos vectoriales de Killing preservan la distancia entre dos puntos cualesquiera de la variedad y casi siempre son isometrías.
Un vector de Killing es un vector definido sobre una variedad riemanniana o pseudoriemanniana que define un grupo uniparamétrico de isometrías.

## Simetrías discretas
Una simetría discreta es aquella que describe cambios no continuos en un sistema. Por ejemplo, un cuadrado posee simetría discreta rotacional, de forma que solo rotaciones múltiples que permitan correlacionar sus lados conservarán su apariencia original. Generalmente se involucran cambios a los que se les llama reflexiones o intercambios.
- Tiempo revertido: Muchas leyes de la Física describen fenómenos verdaderos cuando la dirección del tiempo se invierte. Matemáticamente, esto se representa por una transformación T. Aunque en contextos restringidos se puede encontrar esta simetría, el universo en sí no muestra una simetría bajo el tiempo revertido, de acuerdo a la segunda ley de la termodinámica.
- Inversión espacial: Es representada por transformaciones de la forma P, e indica la invariancia del sistema cuando las coordenadas son invertidas. En física, una transformación de paridad es el cambio simultáneo del signo de todas las coordenadas espaciales. Una representación de P en el espacio euclídeo de 3 dimensiones sería una matriz P = diag (-1,-1,-1). Más en general, cualquier matriz ortogonal de determinante -1, corresponde a una rotación más la paridad.
- Reflexión de deslizamiento: Es representada por la composición de una traslación y una reflexión. Estas simetrías se producen en algunos cristales y en ciertos casos de simetrías planas.

Un tipo de simetría conocida como súper-simetría ha sido utilizada para intentar hacer avances en el modelo estándar (teoría física que explica ciertos fenómeno en partículas fundamentales). Aun no ha sido probada experimentalmente.

## Matemáticas de la simetría física
Las transformaciones que describen las simetrías físicas forman un grupo matemático. La teoría de grupos (en álgebra abstracta, la teoría de grupos estudia las estructuras algebraicas conocidas como grupos, conjuntos en los que se define una operación binaria que satisface ciertos axiomas) es una área importante de la matemática para los físicos.
Las simetrías continuas son especificadas matemáticamente por grupos continuos (los grupos de Lie). Muchas simetrías físicas son isometrías y están especificadas por la simetría de grupos. Algunas veces este término es usado para tipos más generales de simetrías. El conjunto de todas las rotaciones propias a través de cualquier eje de una esfera forma un grupo de Lie llamado, grupo ortogonal. El conjunto de todas las transformaciones de Lorentz forma un grupo llamado grupo de Lorentz.
Las simetrías discretas están descritas por los grupos discretos. La reducción por simetría de la energía también funciona bajo la acción de un grupo y la ruptura espontánea de la simetría electro débil (concepto de una teoría física que unifica la interacción débil y el electromagnetismo, dos de las cuatro fuerzas fundamentales de la naturaleza; teniendo en cuenta que existen cuatro tipos de interacciones fundamentales: interacción nuclear fuerte, interacción nuclear débil, interacción electromagnética e interacción gravitatoria) de las transformaciones de grupos simétricos parece dilucidar temas en la física de partículas. Por ejemplo, la unificación del electromagnetismo y la interacción débil en la cosmología física.
Las propiedades simétricas de un sistema físico están íntimamente relacionadas con las leyes de conservación que caracterizan al sistema. El teorema de Noether da una precisa descripción de esta relación. El teorema dice que cada simetría de un sistema físico implica que alguna propiedad física del sistema se conserva, y por el contrario, que cada magnitud conservada tiene una simetría correspondiente. Por ejemplo, la isometría del espacio origina la conservación lineal del momento, y la isometría del tiempo está en el origen de la conservación de la energía.